# Kuźnica Skakawska
Kuźnica Skakawska est une localité polonaise de la gmina et du powiat de Wieruszów en voïvodie de Łódź.